# A968

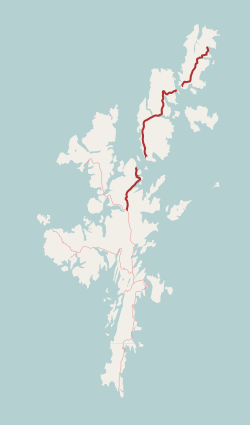
Автодорога «A968» на карте Шетландских островов

«A968» — автодорога в Шотландии , связывает острова Мейнленд, Йелл и Анст в архипелаге Шетландских островов. Общая длина — 67 километров. Разделена двумя паромными переправами Белмонт — Гатчер и Улста — Тофт.
Населённые пункты с севера на юг:
- Анст
  - Харольдсуик
  - Балтасаунд
  - Уйесаунд
  - Белмонт (паром)
- Йелл
  - Гатчер (паром)
  - Мид-Йелл
  - Уэст-Сэндуик
  - Улста (паром)
- Мейнленд
  - Тофт (паром)
  - Хиллсайд (автодорога «A970»)